# Ejido la Piña
Ejido la Piña är en ort i Mexiko.   Den ligger i kommunen Zentla och delstaten Veracruz, i den sydöstra delen av landet, 250 km öster om huvudstaden Mexico City. Ejido la Piña ligger 649 meter över havet och antalet invånare är 1 123.
Terrängen runt Ejido la Piña är varierad, och sluttar österut. Runt Ejido la Piña är det ganska tätbefolkat, med 155 invånare per kvadratkilometer. Närmaste större samhälle är Paso del Macho, 8,8 km sydost om Ejido la Piña. Trakten runt Ejido la Piña består till största delen av jordbruksmark.